# Olympische Sommerspiele 2012/Teilnehmer (Mauretanien)
| Gelbes Symbol für Goldmedaillen mit stilisierten Olympischen Ringen | Graues Symbol für Silbermedaillen mit stilisierten Olympischen Ringen | Braundes Symbol für Bronzemedaillen mit stilisierten Olympischen Ringen |
| ------------------------------------------------------------------- | --------------------------------------------------------------------- | ----------------------------------------------------------------------- |
| —                                                                   | —                                                                     | —                                                                       |

Mauretanien nahm in London an den Olympischen Spielen 2012 teil. Es war die insgesamt achte Teilnahme an Olympischen Sommerspielen. Das Comité National Mauritanien nominierte zwei Athleten in einer Sportart.

## Flaggenträger
Der Leichtathlet Jidou El Moctar trug die Flagge Mauretaniens während der Eröffnungsfeier.

## Teilnehmer nach Sportarten

### Leichtathletik
Laufen und Gehen
| Athleten        | Wettbewerb | Vorlauf     | Vorlauf | Halbfinale    | Halbfinale    | Finale        | Finale        | Rang |
| Athleten        | Wettbewerb | Zeit        | Rang    | Zeit          | Rang          | Zeit          | Rang          | Rang |
| --------------- | ---------- | ----------- | ------- | ------------- | ------------- | ------------- | ------------- | ---- |
| Frauen          |            |             |         |               |               |               |               |      |
| Aicha Fall      | 800 m      | 2:27,97 min | 7       | ausgeschieden | ausgeschieden | ausgeschieden | ausgeschieden | 37   |
| Männer          |            |             |         |               |               |               |               |      |
| Jidou El Moctar | 200 m      | 22,94 s     | 8       | ausgeschieden | ausgeschieden | ausgeschieden | ausgeschieden | 53   |